# Gergely Pál (karmester)
Gergely Pál (született Gergely Béla Pál, Budapest, 1921. június 10. – 1993. május 25.) karmester, zeneszerző, fordító, lapszerkesztő, újságíró.

## Életútja
Tanulmányait a Berzsenyi Gimnáziumban, majd a Zeneművészeti Főiskolán (korábban Nemzeti Zenede) kezdte, a II. világháború lehetetlenné tette tanulmányai befejezését, erre csak a háború után került sor.
1946-ban a Magyar Színháznál (a későbbi Nemzeti Színháznál) kezdte meg pályafutását, 1946 novemberétől 1947 október végéig ösztöndíjasként azon kevesek egyike, akik Párizsban Nadia Boulanger-nál tanulhattak.
1948 végétől nyolcvan fővel szervezte újjá a Postás Zenekart, annak vezető karnagya lett, meghatározó személyiségévé vált. Az ötvenes évek sematikus, központosító és polgári értékeket tagadó kultúrpolitikája következtében a zenekar átmenetileg szüneteltetni kényszerült működését.
1952-től a Honvéd Központi Művészegyüttes Zenekarának karnagya, majd a Magyar Néphadsereg Színházának (Vígszínház) művészeti, zenei vezetője, számos kortárs magyar mű bemutatóját vezényelte. Mindeközben karmester és zeneszerzés szakon befejezte tanulmányait a Liszt Ferenc Zeneművészeti Főiskolán, ahol tanárai többek között Ádám Jenő, Kodály Zoltán voltak, mentora, zeneszerzésben, karmesterségben szakmai útválasztását Ferencsik János segítette.
1959 nyarától 1960 végéig a párizsi Magyar Intézet zenei vezetője lett. Visszarendelését követően, zenekarvezetés nélkül pályamódosításra kényszerült, zenei pályáját csak külföldre távozással folytathatta volna, ezért újságírással, szerkesztéssel és több nyelvből szakkönyvek fordításával kezdett foglalkozni. Időközben számos hangszerelés, zenei kompozíció, megalkotása is kísérte pályáját. Tagja, állandó résztvevője volt a Luxor Kávéházban kialakult művész-értelmiségi körnek, olyan személyiségek között, mint Bokros-Birman Dezső szobrászművész, Devecseri Gábor költő, műfordító, Huszár Klára rendező, dalszövegíró, műfordító, Román György festőművész, Gábor Miklós színész, Somlyó György költő (akivel együtt voltak Párizsban ösztöndíjasként), Vas István költő, műfordító és sokan mások - Somogyi Pál humoristától Karinthy Ferenc írón át Görög Péter karmesterig, a későbbi Interkoncert igazgatóhelyetteséig.
1961-ben a Magyar Zeneművészek Szövetségénél, majd a Magyar Hanglemezgyártó Vállalatnál dolgozott, utóbbinál a komolyzenei kiadás egyik irányítójaként.
1964-ben alapítóként vett részt a Tükör (később Új Tükör) című képes hetilap elindításában, Bognár Károly főszerkesztésével, kezdetben külsősként, 1966-ig itt végezte, sorozatok, zenei kritikák írásával és szuperlektorként. Majd a Film Színház Muzsika munkatársa. Lapkiadói tevékenysége végén a Sajtódokumentációban dolgozott, erős ellenérzésekkel.
17 könyvet fordított le, jórészt a Kossuth Könyvkiadó és a Zenemű Kiadó megbízásából és számos könyv kontrollszerkesztését, lektori munkáját végezte el.
Négyszer részesült kormánykitüntetésben.